# Canton Charge 2015-2016
La stagione 2015-16 dei Canton Charge fu la 15ª nella NBA D-League per la franchigia.
I Canton Charge arrivarono secondi nella Central Division con un record di 31-19. Nei play-off vinsero la semifinale di conference con i Maine Red Claws (2-0), perdendo poi la finale di conference con i Sioux Falls Skyforce (2-0).

## Roster
| N° | Naz.                   | Ruolo | Sportivo            | Anno | Alt. | Peso |
| -- | ---------------------- | ----- | ------------------- | ---- | ---- | ---- |
| 0  | Nigeria (bandiera)     | G     | Kevin Olekaibe      | 1992 | 188  | 82   |
| 2  | Stati Uniti (bandiera) | G     | Antonio Barton      | 1991 | 188  | 82   |
| 3  | Stati Uniti (bandiera) | A     | Juvonte Reddic      | 1992 | 206  | 107  |
| 6  | Stati Uniti (bandiera) | G     | Michael Stockton    | 1989 | 185  | 77   |
| 8  | Stati Uniti (bandiera) | G     | JerShon Cobb        | 1991 | 196  | 93   |
| 8  | Stati Uniti (bandiera) | G     | Chris Crawford      | 1992 | 193  | 100  |
| 10 | Stati Uniti (bandiera) | G     | Tim Hardaway        | 1992 | 198  | 93   |
| 10 | Porto Rico (bandiera)  | G     | John Holland        | 1988 | 196  | 93   |
| 11 | Stati Uniti (bandiera) | G     | Quinn Cook          | 1993 | 188  | 81   |
| 12 | Stati Uniti (bandiera) | G     | Joe Harris          | 1991 | 198  | 98   |
| 12 | Stati Uniti (bandiera) | G     | Jordan McRae        | 1991 | 196  | 81   |
| 12 | Stati Uniti (bandiera) | G     | Rashad Vaughn       | 1996 | 198  | 92   |
| 13 | Messico (bandiera)     | G     | Jorge Gutiérrez     | 1988 | 191  | 88   |
| 14 | Stati Uniti (bandiera) | G     | C.J. Wilcox         | 1990 | 196  | 88   |
| 15 | Stati Uniti (bandiera) | GA    | Sir'Dominic Pointer | 1992 | 198  | 87   |
| 21 | Stati Uniti (bandiera) | A     | Nick Minnerath      | 1988 | 206  | 98   |
| 22 | Stati Uniti (bandiera) | A     | Damien Inglis       | 1995 | 203  | 109  |
| 22 | Stati Uniti (bandiera) | G     | Jon Octeus          | 1991 | 193  | 77   |
| 22 | Stati Uniti (bandiera) | GA    | Lamar Patterson     | 1991 | 196  | 102  |
| 23 | Stati Uniti (bandiera) | G     | D.J. Stephens       | 1990 | 196  | 85   |
| 24 | Stati Uniti (bandiera) | G     | Antoine Agudio      | 1985 | 191  | 84   |
| 27 | Stati Uniti (bandiera) | A     | Jon Horford         | 1991 | 208  | 111  |
| 27 | Capo Verde (bandiera)  | C     | Walter Tavares      | 1992 | 221  | 118  |
| 32 | Brasile (bandiera)     | AC    | Cristiano Felício   | 1992 | 208  | 125  |
| 32 | Stati Uniti (bandiera) | AC    | Jordan Morgan       | 1991 | 203  | 112  |
| 33 | Stati Uniti (bandiera) | C     | Michael Dunigan     | 1989 | 208  | 111  |
| 41 | Russia (bandiera)      | C     | Saša Kaun           | 1985 | 211  | 112  |

## Staff tecnico
- Allenatore: Jordi Fernández
- Vice-allenatori: Nate Reinking, Mike Batiste
- Preparatore atletico: Mike Gittinger